# スキッパーキ
スキッパーキ（フラマン語: Schipperke）は、ベルギー原産の小型の番犬用の犬種である。黒い被毛を持つ、スピッツ・タイプの犬で、もとは牧羊犬の系統である。なお、犬種名を英語やオランダ語（フラマン語）の発音（英語発音: [ˈskɪpərkiː]; オランダ語: [ˈsxɪpərkə]）に準拠して表記すると「スキッパーキ」となるが、日本語では「シッパーキ」（シッパーキー）と表記されることもある。ジャパンケネルクラブの登録名は「スキッパーキ」である。

## 歴史
ベルギーで、17世紀から存在が確認される。主要な説によれば、ルーベナール（ルーヴェンの犬）と呼ばれた、黒毛で中型の牧羊犬種を祖先とするが、異論もある。
1690年ごろには、ブリュッセル、とりわけサン・ゲリー地区の労働者や靴の修繕屋に人気のある犬だったという。彼らは、複雑な作りの真鍮製の首輪を見せびらかすために、本種の犬にその首輪をつけて競技を行っていたとされる。このころから、尾は完全に断尾されていたが、その慣習は15世紀にすでに見られたともいう。そのころ本種は、ネズミやモグラなどの害獣をよく捕えることでも知られていた。
本種が初めてドッグショーに出陳されたのは、1882年、スパでのことであったというが、1885年、ブリュッセルのドッグ・ショーに出陳されたことをきっかけとして人気犬種となったともいう。その後、マリー＝アンリエット王妃が好んだことから流行し、1887年にはイギリスやアメリカにも紹介され、広まっていった。
最初のスタンダードは1888年、その年設立されたばかりのベルギー最古のブリード・クラブによって作成された。何年にもわたって多大な努力を払うことによって、タイプの統一がなされた。当時の本種にはバラエティーがあり、「アンベルス系」「ルーバン系」「ブリュッセル系」といったように呼び分けられていたという。
日本へは、昭和40年代の中ごろから輸入されている。

### 名前の由来
「スキッパーキ」の犬種名は、1888年の犬種標準制定時に公式に採用された。「スキッパーキ」の名が公式に採用される以前は、本種は "Spitzke" の名でも知られていた。犬種名変更は、本種をジャーマン・スピッツとはっきり区別するために行われたものであると考えられる。
この名は、本種が伝統的に、船の番犬をすることが多かったため、ドイツ語で「小さな船長」を意味する言葉から名づけられたものである、と考えられてきた。しかし、1920年ごろから、ベルギーでは、この名が実際にはフランデレン地方の方言で「小さな羊飼い（牧用犬）」を表す “Shapocke” または “Scheperke” という語に由来するという説が一般化した。「小さな船長」説は、本種をオランダのはしけ犬と混同したイングランド人たちによって、誤って広められたものであると考えられている。

## 特徴

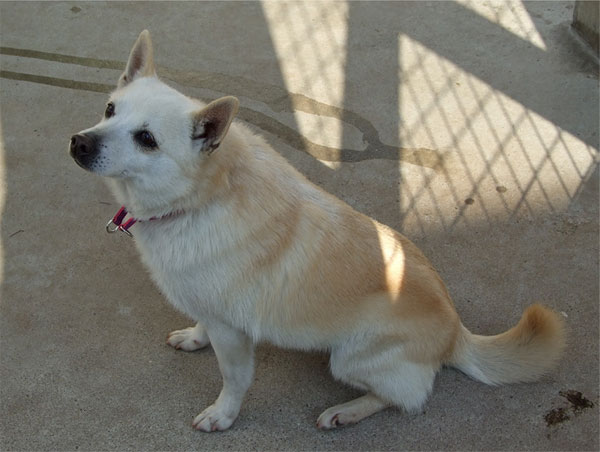
クリーム色のスキッパーキ

毛色は犬種標準ではブラックのみが認められるが、クリームおよびフォーンの個体も生まれる。ジャパンケネルクラブではクリームやフォーンの個体でも血統証明書は発行されるが、繁殖には配慮が必要とされる。
首のまわりには、ケープ状の長い毛がはえている。尾は生まれたときに断尾をしていたが、しないことが、動物愛護の観点から多くなっている。もともとは生まれつき尾のない、又は極端に短いボブテイルのスキッパーキも産まれていたが、現在では尾がある状態で生まれてくる犬が多くなっている。尾がある場合は断尾をして臀部を丸くするのが一般的だが、近年は動物愛護の観点から世界では尾を残す習慣が主流となってきている。
スキッパーキの断尾の習慣は近所に住む犬の積み重なる盗みに腹を立てたある靴屋がその犬の尾を切ってしまったことが発端でその変わった外観が注目され今日の断尾習慣に至ったという説もある。［2］
非常に注意深く、静かな足取りで歩く。そのことから、ベルギーでは老人の散歩の友として、たいへん人気があるという。犬のなかで長寿な犬種の一つとされる。
性格と行動
生まれつき好奇心旺盛でエネルギッシュな犬であり、小型犬ながら多くの運動を必要とする。
非常に活動的で素早く機敏である。
スキッパーキは独立心が高く、いたずら好きな気質で知られており、小動物を追いかける事がある。
スキッパーキは、「小さな黒いキツネ」又は「リトルブラックデビル（黒い小悪魔）」と呼ばれる事もある。
オーストラリアでは「タスマニアの黒い悪魔」と呼ばれる事もある。
スキッパーキは賢く独立心が高いゆえに、自ら判断し行動する事がある為、一貫した躾と態度で接する必要がある。
明るく人懐こい為初心者にも飼いやすい性格をしているが、警戒心が強く生えやすい傾向にあるため、早期からのトレーニングが重要である。
スキッパーキは運動量が多く、充分な散歩に加えドッグラン等広い場所で走らせる必要がある。